# Canal Ernst August (Herrenhausen)
El Canal Ernst August o Ernst-August-Kanal és un canal navegable a Herrenhausen a prop de Hannover a l'estat de Baixa Saxònia a Alemanya. Va perdre el seu paper pel transport aquàtic a l'inici del segle xx quan va parar la navegació comercial al riu Leine.

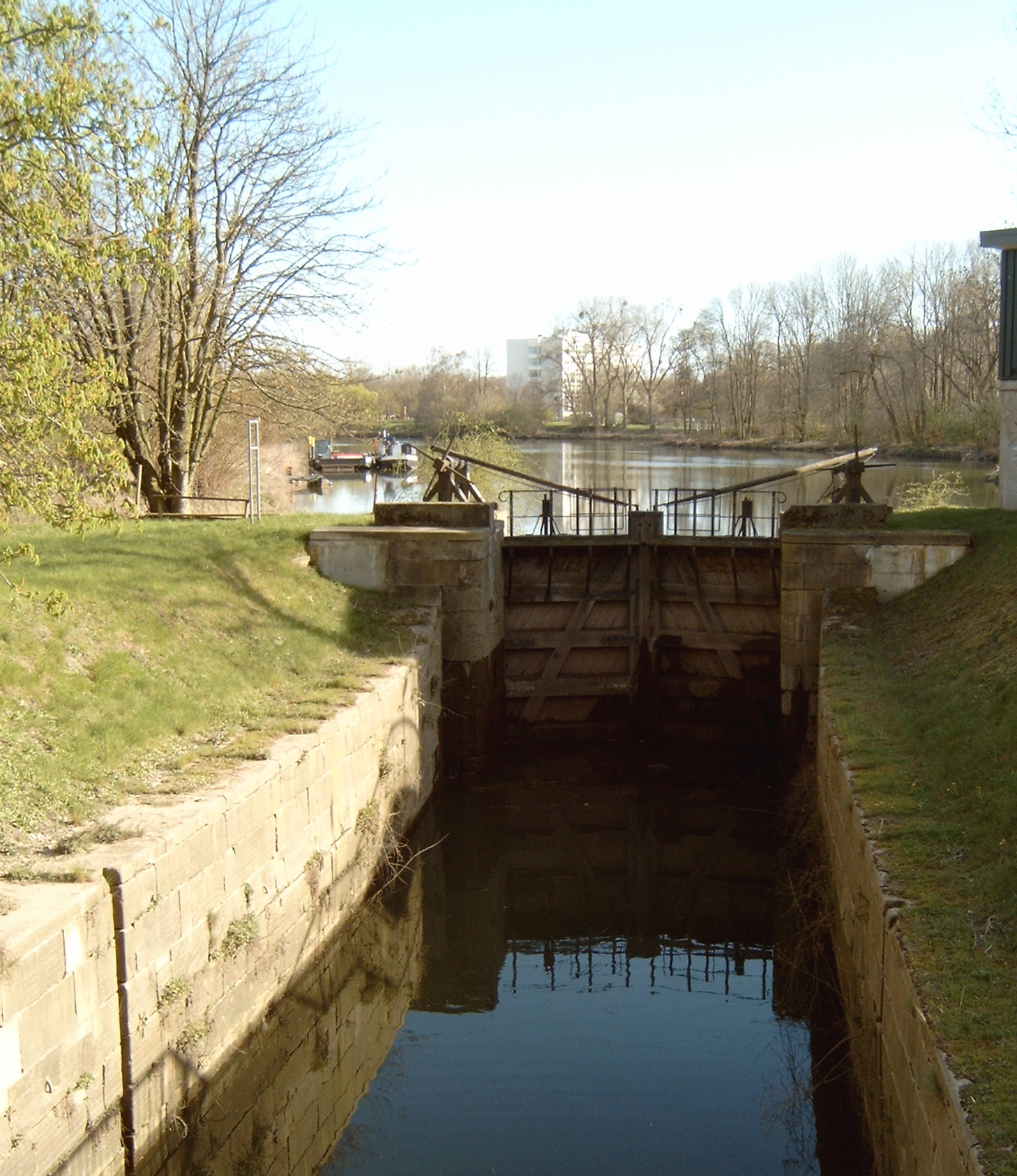
La resclosa a l'extrem meridional del canal